# 뇌사
뇌사(腦死, 영어: brain death)는 외상과 같은 심각한 사고를 당해 뇌간을 포함한 전반적인 뇌 기능이 완전히 정지된 상태를 말한다. 뇌의 기능을 회복할 수 있는 방법이 없기에 회복 및 소생은 불가능하다. 호흡을 유지시켜 준다고 해도 1년을 넘기기도 전에 심장이 멎어 사망하며, 아무런 인지도 할 수 없다. 뇌간을 포함한 뇌 기능이 완전히 정지했다는 점에서 식물인간과 대비된다.
뇌사 상태에서 깨어난 사람은 절대 존재할 수 없으며, 식물인간 상태를 뇌사로 오인하여 소생이 가능했던 사례만 존재한다. 대표적으로 교통사고로 뇌사 판정을 받은 남성이 장기 기증 수술 준비 중 팔을 움직여 신호를 보내거나 깨어난 보고도 있다.
만에 하나 깨어난다 해도 기억이나 언어 기능, 사고 기능 등이 뇌사 이전 상태로 온전히 돌아올 수는 없을 것으로 보고 속설이 있으나 이것도 다 근거없는 추측에 불과하다.

## 뇌사의 판정 기준
- 대한의사협회 뇌사판정기준 개정안(1998.10)

### 선행 조건
1. 원인 질환이 확정되어 있고 치료될 가능성이 없는 기질적인 뇌병변이 있어야 한다.
2. 깊은 혼수상태(deep coma)로서 자발 호흡이 없고 인공호흡기로 호흡이 유지되고 있어야 한다.
3. 치료 가능한 급성 약물중독(마취제, 수면제, 진정제, 근육이완제 등 기타 독극물), 대사성 또는 내분비성 장애 (간성혼수, 유독성 혼수, 저혈당 혼수, 뇌병증 등)의 증거가 없어야 한다.
4. 저체온 상태(직장온도 섭씨 32도 이하)가 아니어야 한다.
5. 쇼크(shock) 상태가 아니어야 한다.

### 판정 조건
1. 외부 자극에 전혀 반응이 없는 깊은 혼수상태
2. 자발 호흡의 비가역적 소실
3. 양안 동공의 확대 고정
4. 뇌간반사의 완전 소실
- 광반사(light reflex) 소실
- 각막반사(corneal reflex) 소실
- 안구두부반사(oculo-cephalic reflex) 소실
- 전정안구반사(vestibularocular reflex) 소실
- 모양체 척수반사(cilio-spinal reflex) 소실
- 구역반사(gag reflex) 소실
- 기침반사(cough reflex) 소실

5. 자발운동, 제뇌강직, 제뇌피질강직, 경련 등이 나타나지 않는다.
6. 무호흡검사 : 자발 호흡이 소실된 이후 자발호흡의 회복가능 여부를 판정하는 임상검사로서 100% 산소(O2) 혹은 95% 산소 + 5% 이산화탄소(CO2)를 10분간 인공호흡기로 흡입 시킨 후 인공 호흡기를 제거하고 100% 산소를 기관내관을 통해 분당 6리터로 공급하면서 10분 이내에 혈압을 관찰하고 혈액 PaCO2 50 torr 이상으로 상승하게 됨을 확인한다. 이 조작으로서도 자발호흡이 유발되지 않으면 호흡정지가 비가역적이라고 판정한다.
위의 1~6의 검사를 6시간 경과 후에 재확인한다.
7. 뇌파검사 : 위의 (1)(2)(3)(4)(5)(6)의 기준을 재확인한 후 뇌파를 검사하여 평탄뇌파 30분 이상을 확인한다. 단, 뇌파검사가 정확한 뇌파기준에 합당하게 검사한 뇌파를 신경과 전문의가 판독해야 한다.
8. 소아에서의 뇌사판정 기준을 다음과 같이 한다.
- 생후 2개월에서 1년 사이의 연령군은 48시간 간격으로 2회의 판정기준 검사와 2회의 뇌파검사를 해야 하 며,
- 1세에서 5세 사이는 성인에서와 같이 2회의 판정기준 검사와 1회의 뇌파검사를 하되 24시간 간격을 두어야 한다.
- 6세 이상의 소아는 성인에서와 같다.

## 뇌사 판정 의사 (인력)
뇌사 판정의 능력이 있는 신경과, 신경외과 또는 마취과 전문의 중 2인(단, 2인 중 신경과 또는 신경외과 전문의 1인은 필히 포함)과 담당 전문의가 함께 판정한다. 단 장기이식에 관여하는 의사는 참여할 수 없다.

## 미국의 뇌사
1968년에 하버드 대학 의대에서 비가역적 혼수에 대한 책을 펴내고 뇌의 기능이 완전히 손실된 상태라고 정의하였으며, 같은 해에 제22회 오스트레일리아 시드니에서 세계의사회가 열려 뇌사설 지지 선언을 채택함으로써 뇌사의 기준을 구체적으로 설명하고, 뇌사를 의학적 죽음으로 인식하게 되었다.

## 대한민국의 뇌사
대한민국에서는 1987년 7월 5일 시위에 참여했던 연세대생 2학년 故 이한열 열사가 최루탄을 맞아 뇌사 상태에 빠진지 27일 만에 세브란스 병원에서 사망했다. 또, 1988년 1월 12일 수원경찰서에서 고문을 당해 19일째 뇌사 상태에 빠진 명노열(16)의 어머니 이옥순(39)이 1988년 2월 1일 아들의 심장을 필요로 하는 사람에게 기증하겠다"고 발표함으로써 죽음의 기준을 뇌사로 할 것인가 아니면 종전처럼 심폐기능의 정지로 할 것인가를 두고 의학계와 법학계가 논란이었고 세종병원 세종의학연구소 뇌사 연구회가 의료직 종사자와 일반인을 상대로 한 조사에서 전체 조사 대상자의 64%가 가족이나 친척이 뇌사 판정을 받았을 경우 사망으로 인정하거나 인공호흡기를 제거하는데 반대하는 반응을 보였지만대한의사협회 등 의료계가 뇌사 인정이 세계적 추세이며 뇌사가 인정되면 장기이식을 통해 다른 생명을 구할 수 있다는 것 등을 내세우며 "뇌사가 인정되어야 한다"고 대한민국 법무부와 보사부에 줄곧 요구하다가 서울대병원이 뇌사를 사실상의 사망으로 인정하고 독자적인 뇌사의 판정기준을 마련하여 시행에 들어가고 1993년 3월 4일 대한의사협회는 심폐사와 함께 모든 뇌기능이 중단된 뇌사도 사망으로 인정된다 다만 뇌사판정은 생명존엄성을 훼손하는 무의미한 연명치료행위의 중단 또는 생명을 구하기 위한 장기기증의 경우에만 국한된다."고 공식발표했다.  1997년 3월 18일 대한민국 정부는 뇌사를 사망으로 인정하고 뇌사자의 장기를 살아있는 다른 사람에게 이식하는 행위를 합법화하는 장기이식에 관한 법률안을 마련, 국회에 제출하여 통과되면 시행령을 마련하여 의료기관에서 적용할 계획이라고 했으나 법조계와 종교계 일부가 법률안에 반대하여 논란이 있다가 1997년 6월 일본과 독일에서 뇌사자의 장기이식이 합법화 되고1998년 5월 사망가능성이 큰 환자를 퇴원시킨 의사에 대해 살인죄를 적용한 것과 관련, 의료계는 국내 의료현실을 무시한 판결이라며 강하게 반발하는 등 논란이 있자 새정치 국민회의의 김병태, 정동채, 김명섭, 이영일 의원 등 국민회의 소속 의원 16명은 "미성년자의 장기기증을 막고, 뇌사자의 장기이식을 사실상 허용"하는 것을 골자로 하는 `장기 등 이식에 관한 법률'을 의원입법으로 1998년 10월 13일 국회에 제출하여2000년부터 뇌사를 법적으로 인정하게 되었다.
뇌사 합법화와 국립장기이식관리센터가 설치되어 장기이식의 국가관리가 시작된 2000년 2월부터 7월까지 모두 846명의 장기기증자로부터 987명에게 장기이식 이루어졌고 특히  뇌사자 32명이 장기를 기증해 신장 58건, 간장 19건, 심장 6건, 신체장 4건, 각막 47건 등 142명에게 장기이식이 이뤄졌다. 하지만 이는 한달평균 5.3건의 장기이식이 이뤄진 1999년의 연 평균 160건(한달 평균 13건)보다 오히려 배 이상 줄어든 것이다.

## 같이 보기
- 식물인간
- 장기 기증